# Karl-Erik Törnqvist
Karl-Erik Törnqvist, född 4 juli 1920 i Stockholm, död 15 oktober 1997 i Uppsala, var en svensk rättspsykiater.
Efter studentexamen 1940 blev Törnqvist medicine kandidat 1945, medicine licentiat 1950, medicine doktor och docent i Stockholm 1966 på avhandlingen Svåra återfallsbrottslingar: en rättpsykiatrisk och kriminologisk jämförelseundersökning av två grupper män, dömda till förvaring vid säkerhetsanstalt. Han blev vikarierande underläkare på Säters sjukhus 1947, vid Sankta Gertruds sjukhus i Västervik 1947, vid Beckomberga sjukhus 1948, vid rättspsykiatriska kliniken på Långholmens centralfängelse 1949, vid medicinska avdelningen på Södersjukhuset 1950, var vikarierande förste underläkare vid psykiatriska kliniken på Karolinska sjukhuset 1950–51, förste underläkare 1951–54, andre läkare vid rättspsykiatriska kliniken på Långholmen 1954, överläkare vid anstalten Hall 1968 samt överläkare och chef för rättspsykiatriska kliniken i Uppsala 1972. 
Törnqvist var expert i Säkerhetsanstaltsutredningen 1953, expert åt regeringens delegat vid European Consult Group on the Prevention of Crime and the Treatment of Offenders i Genève 1958 och var ledamot av Socialstyrelsens vetenskapliga råd från 1971. Han medverkade i Vilgot Sjömans film Ni ljuger (1969).